# Источнокавкаски тур
Источнокавкаски тур (лат. Capra cylindricornis) је врста сисара из реда Папкара (Artiodactyla), фамилије Шупљорожаца (Bovidae) и рода Коза. 

## Угроженост
Ова врста је на нижем степену опасности од изумирања, и сматра се скоро угроженим таксоном.

## Распрострањење
Ареал врсте је ограничен на мањи број држава. 
Врста је присутна на подручју Кавказа у следећим државама: Русија, Азербејџан и Грузија.

## Станиште
Станишта врсте су шуме, планине, поља кукуруза и речни екосистеми. 
Врста је по висини распрострањена до 4000 метара надморске висине. 